# Jelena Pawlowna Belowa
Jelena Pawlowna Belowa verheiratete Belowa-Kaljanowa (russisch Елена Павловна Белова-Кальянова; * 25. Juli 1965 in Magnitogorsk) ist eine frühere russische Biathletin.
Jelena Belowa von DOSAAF Magnitogorsk gehörte in den frühen 1990er Jahren zu den erfolgreichsten Biathletinnen der Welt. Die Sportlehrerin begann 1985 mit dem Biathlonsport. 1991 nahm sie, für das Vereinigte Team startend, in Lahti an den Biathlon-Weltmeisterschaften teil und wurde dort Siebte im Sprint und gewann mit Jelena Golowina und Swetlana Petschorskaja Gold im Staffelrennen, sowie mit Golowina, Petscherskaja und Swetlana Paramygina im Teamwettkampf. Auch die Olympischen Winterspiele 1992 von Albertville, wo erstmals Frauen im Biathlon antraten, verliefen mit dem Gewinn der Bronzemedaille im Sprint hinter Antje Misersky und Petscherskaja und mit Anfissa Reszowa und Jelena Melnikowa im Staffelwettbewerb sehr erfolgreich. Zusätzlich gewann sie bei den Weltmeisterschaften 1992, wo in Nowosibirsk der nichtolympische Teamwettkampf durchgeführt wurde, mit Inna Scheschkil, Reszowa und Petscherskaja hinter der deutschen Mannschaft die Silbermedaille. Auch bei den Biathlon-Weltmeisterschaften 1993 in Borowez, nun für Russland startend, gewann Belowa Medaille. Im Sprint konnte sie hinter Myriam Bédard und ihrer Landsfrau Nadeschda Talanowa die Bronzemedaille gewinnen. Dieselbe Medaille gewann sie mit Swetlana Panjutina, Talanowa und Olga Simuschina auch im Staffelrennen. Im Teamwettkampf verpasste sie als Fünftplatzierte einen weiteren Medaillengewinn. Letztmals startete Belowa 1994 bei den Weltmeisterschaften in Canmore, wo einzig das nichtolympische Mannschaftsrennen ausgetragen wurde. Das russische Team musste das Rennen jedoch aufgeben. 1991/92 und 1992/93 wurde sie jeweils 14. in der Gesamtweltcupwertung.
Belowa ist mit dem Biathlontrainer Iwan Fjodorowitsch Kaljanow verheiratet, das Paar hat einen Sohn.

## Biathlon-Weltcup-Platzierungen
Die Tabelle zeigt alle Platzierungen (je nach Austragungsjahr einschließlich Olympische Spiele und Weltmeisterschaften).
- 1.–3. Platz: Anzahl der Podiumsplatzierungen
- Top 10: Anzahl der Platzierungen unter den ersten zehn (einschließlich Podium)
- Punkteränge: Anzahl der Platzierungen innerhalb der Punkteränge (einschließlich Podium und Top 10)
- Starts: Anzahl gelaufener Rennen in der jeweiligen Disziplin

| Platzierung                 | Einzel | Sprint | Verfolgung | Massenstart | Team | Staffel | Gesamt |
| --------------------------- | ------ | ------ | ---------- | ----------- | ---- | ------- | ------ |
| 1. Platz                    |        |        |            |             | 1    | 1       | 2      |
| 2. Platz                    |        | 1      |            |             | 1    |         | 2      |
| 3. Platz                    |        | 2      |            |             |      | 2       | 4      |
| Top 10                      |        | 5      |            |             | 2    | 3       | 10     |
| Punkteränge                 | 6      | 12     |            |             | 2    | 3       | 23     |
| Starts                      | 11     | 14     |            |             | 3    | 3       | 31     |
| Stand: Daten nicht komplett |        |        |            |             |      |         |        |